# Мехмед Редиф паша Бурсалъ
Мехмед Редиф паша Бурсалъ Кашъкчъзаде Топал (на турски: Mehmed Redif Paşa, Bursalı/Kaşıkçızade/Topal) е османски офицер и чиновник.

## Биография
Роден е в 1836 година в Бурса. Валия е на Йемен от май до август 1871 година. От август 1871 до януари 1872 година е командир на Трета армия. В юли - септември 1872 г. е валия на Крит. От септември 1872 до май 1873 година е валия на Янина. От май 1873 до юни 1875 година е валия на Багдад. Същевременно от май 1873 до октомври 1874 година е командир на Шеста армия. От юни 1875 до август (или септември) 1875 година е валия на Битолския вилает и командир на Трета армия. В 1875 година отново е валия на Крит. От юни 1876 до март 1878 година е командир на Първа армия, а от септември 1876 до юли 1877 година е върховен главнокомандващ.
Умира в 1907 година.